# Нисман, Альберто
Наталио Альберто Нисман (исп. Natalio Alberto Nisman; 5 декабря 1963, Буэнос-Айрес — 18 января 2015, Буэнос-Айрес) — аргентинский федеральный прокурор, руководивший расследованием взрыва в еврейском центре Буэнос-Айреса (1994).

## Биография
Наталио Альберто Нисман родился 5 декабря 1963 года в Буэнос-Айресе, сын текстильного предпринимателя Исаака Нисмана (Isaac Nisman). Окончил университет Буэнос-Айреса, женился на федеральном судье Сандре Арройо Сальгадо (Sandra Arroyo Salgado), две дочери — Яра и Кала, которым в январе 2015 года было 7 и 15 лет.

### Прокурорская деятельность
В 2004 году президент Аргентины Нестор Киршнер назначил Нисмана на должность федерального прокурора. В 2008 году прокурор Нисман делал запрос на задержание экс-президента Карлоса Менема, но его наиболее известным делом стало расследование взрыва здания Еврейской ассоциации Аргентины в Буэнос-Айресе (AMIA) в 1994 году.
25 октября 2006 года возглавляемая Нисманом группа следователей опубликовала официальный доклад, в котором обвиняла иранские власти и ливанскую шиитскую организацию Хезболла в причастности к теракту 1994 года, а также потребовала ареста бывшего президента Ирана Хашеми Рафсанджани и ещё семи подозреваемых.

### Гибель
18 января 2015 года Альберто Нисман был обнаружен мёртвым в своём доме, и первой версией полиции стало самоубийство (рядом с телом был найден пистолет Bersa .22). В рамках проводимого расследования Нисман предположительно обнаружил связи действующего президента Аргентины Кристины Киршнер и министра иностранных дел Эктора Тимермана с властями Ирана, чьи спецслужбы подозреваются в причастности к совершению теракта 1994 года. Известно, что 19 января Нисман должен был выступить с докладом по этой проблеме на заседании парламента. Аргентинская газета Clarín опубликовала слова прокурора, сказанные журналистам незадолго до кончины: «Возможно, меня найдут мёртвым из-за этого».
В общественном мнении Аргентины большую популярность получила точка зрения, что власти страны пытаются защитить официальный Иран от обвинений в причастности к теракту, а также выдать за самоубийство преднамеренное убийство Нисмана, что спровоцировало волну гражданского протеста. 18 февраля в Буэнос-Айресе состоялся «марш тишины», посвящённый памяти прокурора, в котором приняли участие до 400 тысяч человек.
12 мая 2015 года федеральный суд Аргентины согласился с доводами прокуратуры и закрыл дело против президента Киршнер по обвинению в заговоре с целью защитить от преследования иранские спецслужбы, подозревавшиеся в причастности к теракту 1994 года.
29 февраля 2016 года вернувшийся из добровольной «ссылки» бывший руководитель аргентинской разведки Антонио Стиусо (Antonio Stiuso), который прежде тесно сотрудничал с Нисманом, в течение семнадцати часов давал показания в суде об обстоятельствах смерти прокурора. По сведениям прессы, получившей отдельные выдержки из этого допроса, Стиусо обвинил в организации убийства Нисмана группу, связанную с правительством, в том числе президента Кристину Киршнер.